# Năm tháng vội vã (bản điện ảnh)
Năm tháng vội vã (tiếng Trung: 匆匆那年; bính âm: Cōngcōng Nà Nián, tiếng Anh: Fleet of Time, còn được gọi là Back in Time ) là một bộ phim về tuổi mới lớn của Trung Quốc năm 2014 do Zhang Yibai đạo diễn và có sự tham gia của Bành Vu Yến, Nghê Ni, Trịnh Khải, Nguỵ Thần và Trương Tử Huyên. Phim được chuyển thể từ tiểu thuyết ăn khách cùng tên của nhà văn Trung Quốc Cửu Dạ Hồi (九 夜茴).

## Nội dung
Một câu chuyện tuổi mới lớn về một nhóm bạn thân khi họ trải qua thời trung học, đại học và cuối cùng là trưởng thành trong những năm 90 và 2000. Họ gặp lại nhau trong đám cưới của một người bạn vào năm 2014, và nhớ lại quá khứ lãng mạn của họ qua những kỷ niệm.

## Dàn diễn viên
- Bành Vu Yến trong vai Trần Tầm
- Nghê Ni vai  Phương Hồi
- Trịnh Khải trong vai Triệu Diệp
- Nguỵ Thần trong vai Kiều Nhiên
- Trương Tử Huyên trong vai Lâm Gia Mạt
- Trần Hách trong vai Tô Khải

Cùng một số diễn viên khác.

## Nhạc phim
- "Năm tháng vội vã" (匆匆 那 年)
  - Lời: Lâm Tịch
  - Âm nhạc: Lương Kiều Bạch
  - Ca sĩ: Vương Phi

## Giải thưởng
| Năm  | Lễ trao giải                                 | Giải thưởng   | Đối tượng        | Kết quả   | Tham khảo |
| ---- | -------------------------------------------- | ------------- | ---------------- | --------- | --------- |
| 2014 | Liên hoan phim quốc tế Trung Quốc tại London | Phim hay nhất | Năm tháng vội vã | Đoạt giải | [ 4 ]     |